# Teen Titans (videogioco 2006)
Teen Titans è un videogioco d'avventura sviluppato dalla Artificial Mind & Movement e pubblicato dalla THQ per Nintendo GameCube, Xbox e PlayStation 2 nel 2006. Il videogioco è tratto dal cartone animato statunitense Teen Titans.